# 黑水龍屬
黑水龍屬（屬名：Unaysaurus）屬於蜥腳形亞目，是已知最古老的恐龍之一，化石是在1998年發現於巴西東南部的一個地質公園，並在2004年11月的一個會議中發表。黑水龍屬於植食性的蜥腳形亞目，與在德國發現的板龍為近親，顯示三疊紀時期的動物可輕易地跨越盤古大陸。
如同大部分早期恐龍，黑水龍相當小，並以二足方式行走。黑水龍的身長為2.5公尺，高度為70到80公分，體重約70公斤。
黑水龍的化石保存狀態良好，包含一個幾乎完整的頭顱骨，附有下頜，以及部份的骨骸，大部分的骨頭仍連接成牠們生前的狀態。黑水龍的化石是最完整的恐龍化石之一，並且為巴西所發現最完整的頭顱骨。

## 敘述
黑水龍生存於三疊紀晚期的諾利階，約2億2500萬年前。牠們生存於今日的巴西，當時連接者非洲的西北部。當時的各大洲聯合成一塊盤古大陸，並開始分裂成北方的勞亞大陸與南方的岡瓦納大陸。
在1998年，黑水龍的化石發現於巴西東南部的南里奧格蘭德州聖塔瑪莉亞市附近的聖塔瑪莉亞組，在當時名為Caturrita組。這個地層另外出土了年代較古老的農神龍。而目前最古老的恐龍化石，例如始盜龍，發現於附近的阿根廷。這些證據顯示最初的恐龍可能起源於這個地區。
黑水龍是巴西第一個發現的原蜥腳類恐龍。原蜥腳類是群半二足的草食性恐龍，與較晚期、較衍化的蜥腳下目恐龍有接近親緣關係，蜥腳類恐龍包含一些地表上出現過最大型的動物，例如腕龍。南十字龍是另一種早期恐龍，也出土於附近地區。而1999年發現於巴西的巴西大龍（Teyuwasu），可能也是原蜥腳類恐龍。
但是，黑水龍的近親板龍，卻是出土於遙遠的德國，年代為2億1000萬年前。這顯示在三疊紀，動物群可輕易地在盤古大陸上遷徙。

## 發現與命名
黑水龍是在2004年10月份的《動物分類》（Zootaxa）雜誌上正式公佈。屬名中的unay，在圖皮語中意為「黑水」而化石的發掘地叫阿瓜內格拉（Agua Negra），在葡萄牙語中也是「黑水」的意思；種名tolentinoi則是以第一個發現化石的居民托倫蒂諾·馬拉菲加（Tolentino Marafiga）為名。